# Janževa Gora
Janževa Gora este o localitate din comuna Selnica ob Dravi, Slovenia, cu o populație de 444 de locuitori.